# Митенвалде
Митенвалде (њем. Mittenwalde) град је у њемачкој савезној држави Бранденбург. Једно је од 37 општинских средишта округа Даме-Шпревалд. Према процјени из 2010. у граду је живјело 8.683 становника. Посједује регионалну шифру (AGS) 12061332.

## Географски и демографски подаци
Митенвалде се налази у савезној држави Бранденбург у округу Даме-Шпревалд. Град се налази на надморској висини од 37 метара. Површина општине износи 98,5 km². У самом граду је, према процјени из 2010. године, живјело 8.683 становника. Просјечна густина становништва износи 88 становника/km².